# جوناس شميت
جوناس شميت (بالدنماركية: Jonas Schmidt)‏ هو ممثل دانمركي، ولد في 20 يونيو 1973.

## وصلات خارجية
- جوناس شميت على موقع IMDb (الإنجليزية)
- جوناس شميت على موقع ألو سيني (الفرنسية)
- جوناس شميت على موقع أول موفي (الإنجليزية)
- جوناس شميت على موقع قاعدة بيانات الأفلام السويدية (السويدية)
- جوناس شميت على موقع قاعدة بيانات الفيلم (الإنجليزية)
- جوناس شميت على موقع كينوبويسك (الروسية)